# Hermann Winterhalter
Hermann Winterhalter (Menzenschwand, Gran Ducado de Baden, 23 de septiembre de 1808 - Karlsruhe, 24 de febrero de 1891) fue un pintor alemán. Hermano menor de Franz Xaver Winterhalter, realizó la mayor parte de su obra en Alemania.

## Biografía

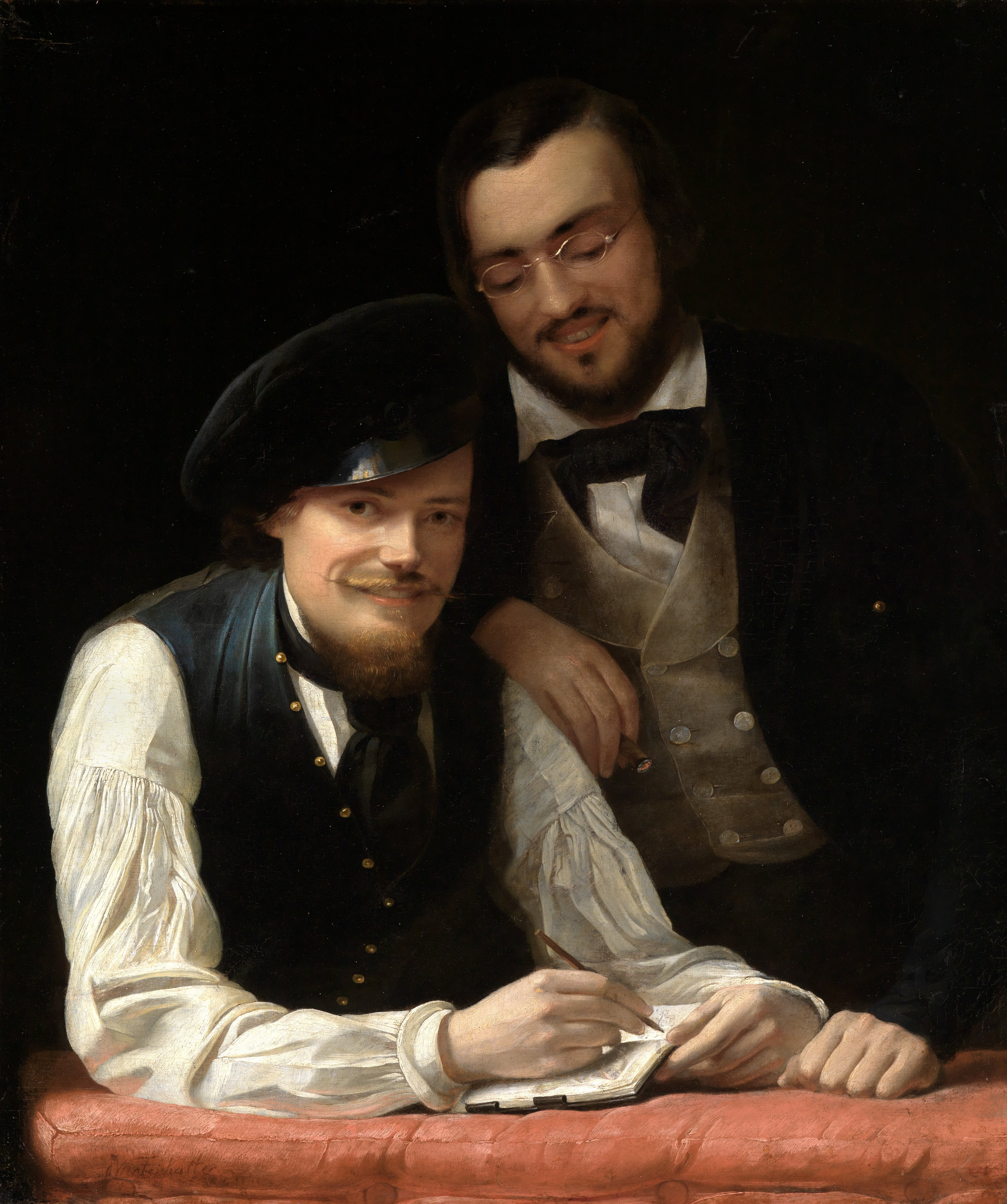
Franz Xaver Winterhalter, Autorretrato con su hermano Hermann, 1840. Franz Xaver está a la izquierda y Hermann a la derecha.

Hermann Fidel Winterhalter nació en la pequeña aldea de Menzenschwand (que actualmente forma parte de St. Blasien) en la Selva Negra, en el Gran Ducado de Baden, en 1808. Era el octavo hijo de Fidel Winterhalter, granjero y productor de resina, y de su esposa, Eva Meyer. Su familia era de origen campesino y tuvo mucha influencia en su vida. De los ocho hijos e hijas de Fidel, solo cuatro sobrevivieron a la infancia. A lo largo de la vida de Hermann, su hermano Franz Xaver (1805-1871) permanecería en estrecho contacto con él. Su padre, Fidel Winterhalter, les anima a seguir la misma carrera artística. Hermann probó con la litografía y a continuación marchó a estudiar pintura a Múnich y, más tarde, a Roma. Finalmente, recaló en París con su hermano Franz Xaver, con el que comparte el taller. Allí trabajará como retratista de la alta sociedad y realizará algunos paisajes de la ciudad. Exhibió sus pinturas en el Salón de París en los años 1838-1841, 1847 y 1869.
Tras la caída del Segundo Imperio, los dos hermanos se trasladaron a Alemania, donde Hermann murió en 1891, casi 18 años después que su hermano.
La vida de dos hermanos Winterhalter está mal documentada. Además, el estilo de Hermann es más tradicional. Bruno Foucart dice acerca de Franz Xaver que "no se sabe prácticamente nada de este pintor alemán que todas las cortes de Europa conocen. Solo se le conoce por su hermano Hermann, que le seguía como su sombra, y contribuyó directamente a su producción.

## Obras
Un retrato de Hermann Winterhalter, el de su mecenas Nicolas-Louis Planat de La Faye (1784-1864), se encuentra en el Museo del Louvre.
La reina Victoria le encargó una alegoría titulada La Inocencia (1845) para ofrecerla como regalo de cumpleaños a su esposo, el príncipe Alberto, pintura que aún forma parte de la colección de la familia real británica.

## Galería

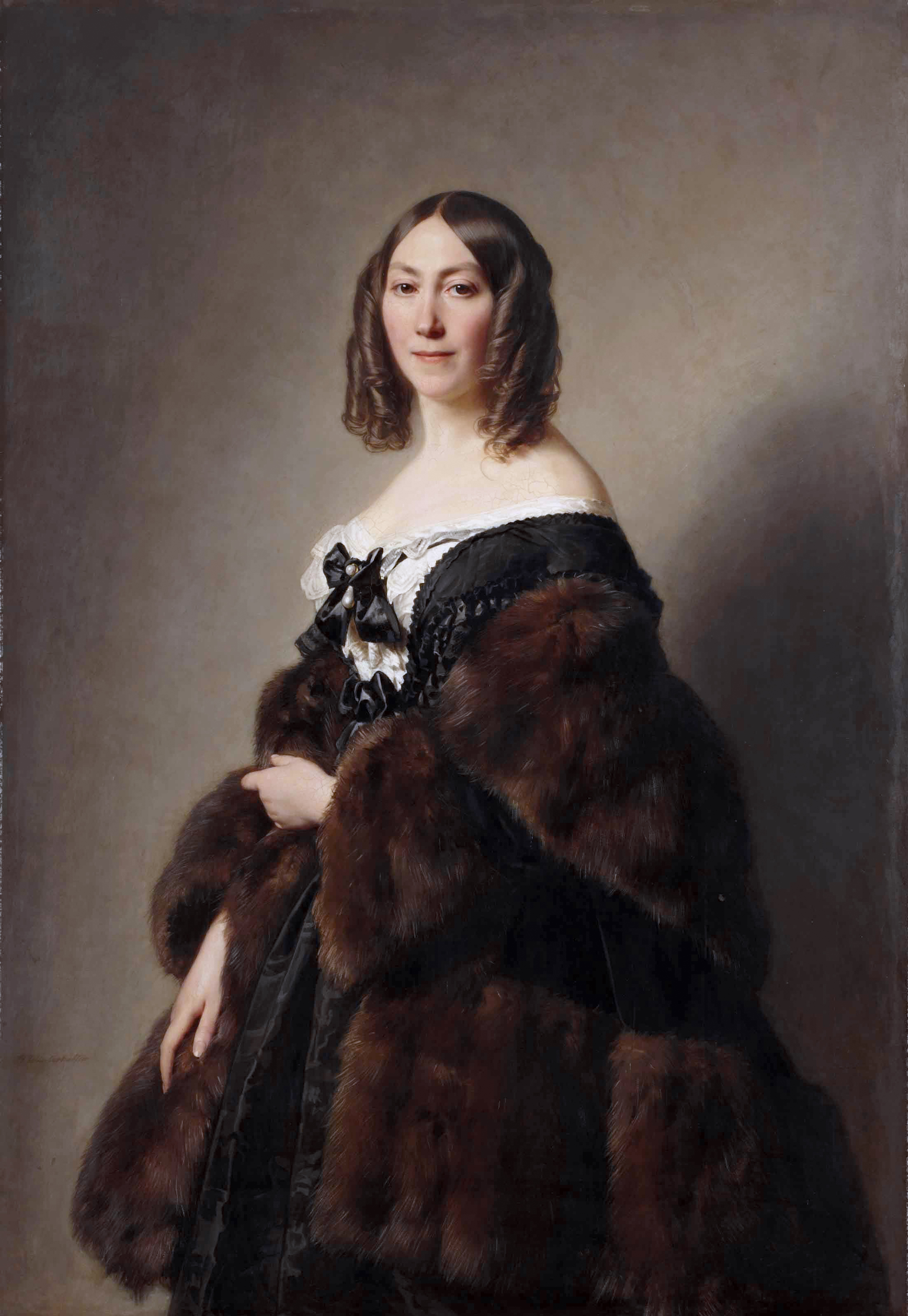
Retrato de Cecilia Furtado-Heine.
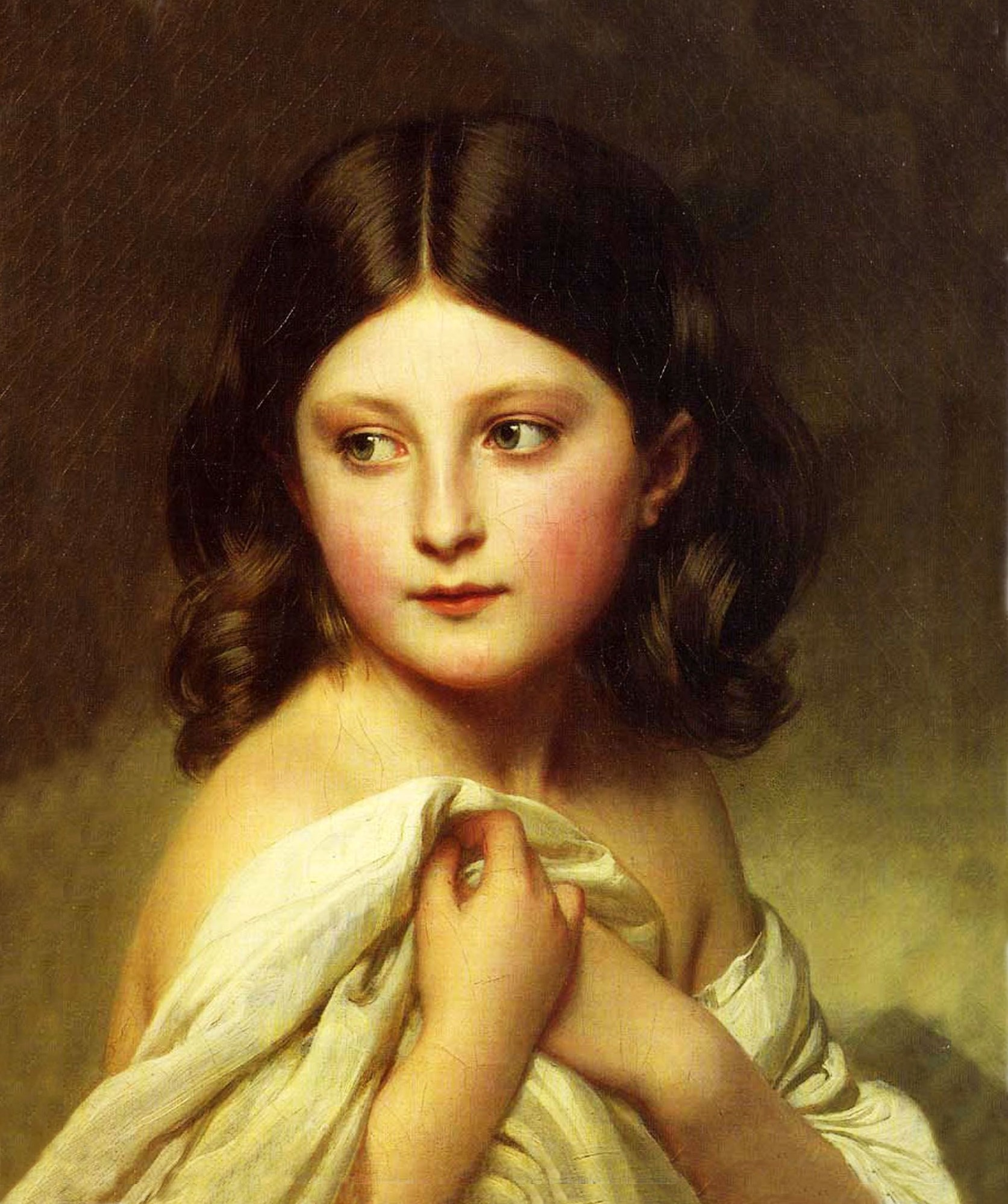
Retrato de la princesa Carlota de Bélgica.
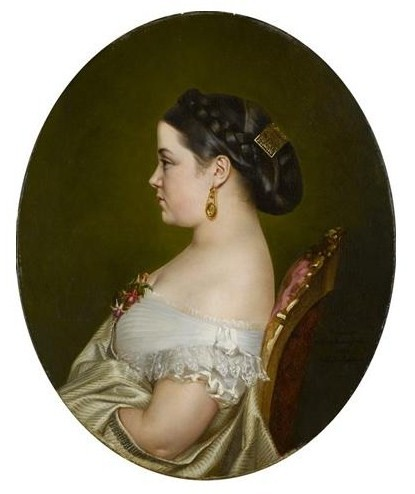
Retrato de la princesa Olga Cantacuzenus.
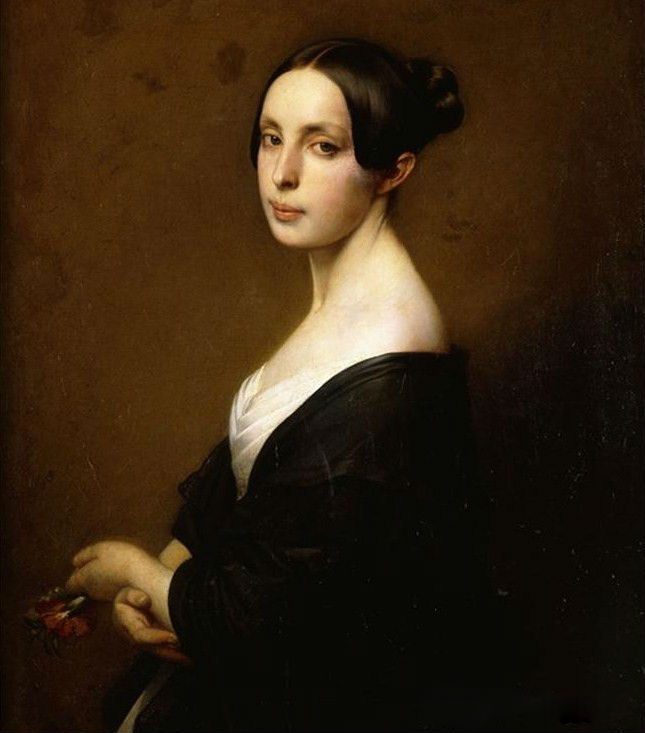
Retrato de la señora Sudienko.
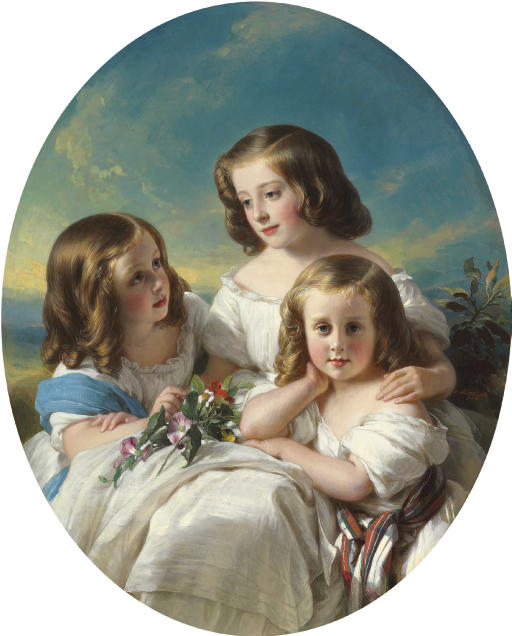
Tres doncellas de la familia de Châteaubourg, 1850.